# المنجورة (بدو رحل)
{{منطقة يمنية
|الاسم الرسمي       = قرية المنجورة (بدو رحل)
|اسم2              = 
|البلد             = {{اليمن]]
|علم               = 
|تعليق علم         = 
|شعار              = 
|تعليق شعار        = 
|اللقب             = 
|تاريخ التأسيس     = 
|تعليق على الخريطة = 
|خريطة المدينة     = 
|تعليق الصورة      = 
|حجم الصورة        = 

| العاصمة          = 
|المحافظة          = محافظة مأرب
|المديرية          = مديرية مجزر
|العزلة            = عزلة السحاري
| القرية           = 
| الحي             = 
|نوع المنطقة       = 
|اسم المنطقة       = 
|اسم تقسيم اختياري = 
|تقسيم اختياري     = 
|اسم تقسيم اختياري = 
|تقسيم اختياري2    = 

|مساحة الأرض        = 
|مساحة المياه      = 
|ارتفاع            = 
|المساحة الكلية    = 
|اسم سطر اختياري   = 
|سطر اختياري       = 
|اسم سطر اختياري2  = 
|سطر اختياري2      = 
|اسم سطر اختياري3  = 
|سطر اختياري3      = 

|سنة التعداد       = 2004
|التعداد السكاني   = 31
|الكثافة السكانية  = 
|عدد المساكن       = 6
|عدد الأسر          = 6
|الذكور            = 15
|الإناث             = 16

|التوقيت           = توقيت اليمن
|فرق التوقيت       = +3

|خط العرض          = 
|خط الطول          = 
|خريطة البلد       = اليمن
|خلفية             = FF0000
|كتابة             = FFFFFF
|ملاحظات= 
|ملاحظة 1=
|ملاحظة 2=
|ملاحظة 3 =
|ملاحظة 4 =
]]
```
هي إحدى قرى 
عزلة السحاري
 بمديرية 
مجزر
 التابعة 
لمحافظة مأرب
، بلغ تعداد سكانها 31 نسمة حسب 
تعداد اليمن لعام 2004
.
[
1
]
[
2
]
```

## روابط خارجية
{{مراجع]]
- المركز الوطني للمعلومات باليمن

{{قرى مديرية مجزر]]
{{بذرة جغرافيا اليمن]]
{{بذرة مدن وقرى]]
{{شريط بوابات|جغرافيا]]
‌